# Не тако давно
„Не тако давно” је југословенска телевизијска серија снимљена 1984. године у продукцији Телевизије Београд.

## Епизоде
| Сезона | Епизода | Назив      | Датум          |
| ------ | ------- | ---------- | -------------- |
| 1      | 1       | Еуридика   | 8. маја 1984.  |
| 1      | 2       | Луксембург | 15. маја 1984. |
| 1      | 3       | Лув        | 22. маја 1984. |
| 1      | 4       | Струја     | 29. маја 1984. |
| 1      | 5       | Леприкони  | 5. јуна 1984.  |
| 1      | 6       | Ламбрета   | 12. јуна 1984. |

## Улоге
| Глумац              | Улога                   |
| ------------------- | ----------------------- |
| Жарко Лаушевић      | Срле самац (6 еп. 1984) |
| Тихомир Арсић       | (6 еп. 1984)            |
| Војка Чордић        | (6 еп. 1984)            |
| Зоран Цвијановић    | (6 еп. 1984)            |
| Рајко Продановић    | (6 еп. 1984)            |
| Андријана Виденовић | (6 еп. 1984)            |
| Љубивоје Тадић      | (6 еп. 1984)            |
| Дубравко Јовановић  | (6 еп. 1984)            |
| Елизабета Ђоревска  | (6 еп. 1984)            |
| Ружица Сокић        | (6 еп. 1984)            |
| Милан Срдоч         | (6 еп. 1984)            |
| Радмила Андрић      | (2 еп. 1984)            |
| Јован Балетић       | (2 еп. 1984)            |
| Никола Милић        | (2 еп. 1984)            |
| Горан Пековић       | (2 еп. 1984)            |
| Бранка Петрић       | (2 еп. 1984)            |
| Татјана Петровић    | (2 еп. 1984)            |
| Предраг Тасовац     | (2 еп. 1984)            |
| Вања Тијанић        | (2 еп. 1984)            |

 Остале улоге  ▼
| Глумац                 | Улога                   |
| ---------------------- | ----------------------- |
| Виолета Тодоровић      | (2 еп. 1984)            |
| Маја Томановић         | (2 еп. 1984)            |
| Оља Бећковић           | (1 еп. 1984)            |
| Миодраг Богић          | (1 еп. 1984)            |
| Милутин Бутковић       | (1 еп. 1984)            |
| Драгана Ћирић          | (1 еп. 1984)            |
| Милан Ерак             | (1 еп. 1984)            |
| Милан Лане Гутовић     | (1 еп. 1984)            |
| Лепомир Ивковић        | (1 еп. 1984)            |
| Оливера Јежина         | (1 еп. 1984)            |
| Ерол Кадић             | (1 еп. 1984)            |
| Никола Којо            | (1 еп. 1984)            |
| Петар Лупа             | (1 еп. 1984)            |
| Гордана Марић          | (1 еп. 1984)            |
| Раде Марковић          | (1 еп. 1984)            |
| Радомир Михаиловић     | (1 еп. 1984)            |
| Милан Милосављевић     | (1 еп. 1984)            |
| Марко Николић          | (1 еп. 1984)            |
| Миодраг Радовановић    | (1 еп. 1984)            |
| Јелисавета Сека Саблић | (1 еп. 1984)            |
| Љиљана Седлар          | (1 еп. 1984)            |
| Никола Симић           | (1 еп. 1984)            |
| Горан Султановић       | (1 еп. 1984)            |
| Љуба Тадић             | (1 еп. 1984)            |
| Драган Вукићевић       | (1 еп. 1984)            |
| Лидија Вукићевић       | (1 еп. 1984)            |
| Јелена Тинска          | (непознат број епизода) |

Комплетна ТВ екипа  ▼
| Редитељ              | Станко Црнобрња   | (6 еп. 1984)                        |
| Сценариста           | Милан Оклоџић     | (6 еп. 1984)                        |
| Композитор           | Зоран Симјановић  | (6 еп. 1984)                        |
| Директор фотографије | Љубомир Шашић     | (непознат број епизода)             |
| Mонтажер             | Иванка Правица    | (непознат број епизода)             |
| Сценограф            | Милица Ејдус      | (непознат број епизода)             |
| Сценограф            | Марина Милин      | (непознат број епизода)             |
| Костимограф          | Емилија Ковачевић | (непознат број епизода)             |
| Одсек за шминку      | Славица Сајкић    | шминкерка (непознат број епизода)   |
| Менаџер продукције   | Злата Калић       | организатор (непознат број епизода) |